# Cantón de Coto Brus
Coto Brus es el cantón número 8 de la provincia de Puntarenas, Costa Rica. Su cabecera con categoría de ciudad es San Vito. Coto Brus es uno de los cantones que conforman la Región Brunca. 

## Toponimia
Según el Atlas Cantonal de Costa Rica, del Instituto de Fomento y Asesoría Municipal, el nombre de Coto Brus, de acuerdo con las investigaciones de Carlos Gagini, procede del río Coto o Couto y del valle Brus o Brusi que estuvo habitado por un numeroso pueblo indígena.

## Historia
Hacia 1940, comenzó a perfilarse como una región atractiva debido al proyecto de construcción de la Carretera Interamericana. Hasta ese momento, muy pocas personas habitaban las montañas de Cañas Gordas en donde se ubica lo que actualmente es el cantón de Coto Brus. Los moradores de entonces, costarricenses y  panameños, llegaron a la región interesados por sus riquezas naturales después de 1921, cuando ocurrió en la guerra de Coto entre Costa Rica y Panamá.
La inmigración iniciada en la década de 1940 se incrementó a raíz del acuerdo sobre el límite internacional suscrito entre Panamá y Costa Rica en 1944. La primera actividad económica emprendida por los pobladores fue la agricultura de subsistencia, dado que la falta de vías de comunicación hizo prácticamente imposible la comercialización de cualquier producto con otras regiones. En el año de 1947 se produjo una reactivación de la inmigración, pero los acontecimientos surgidos a raíz de la Guerra Civil de 1948 impidieron el avance del proceso de poblamiento. Jorge Solano Méneses, quien llegó a Sabalito en 1948, describió la región en los siguientes términos:

San Vito era una montaña deshabitada. En Sabalito se encontraban lo que fueron los campamentos de la compañía Martín Wandertilch, que construye la Carretera de la Fila de Cal,  para meter maquinaria para la construcción de la Carretera Interamericana, que supuestamente iba a pasar por Coto Brus, en donde había cuatro casas; esto la colonia era la llamada  Sabalito. En Agua Buena estaba el llamado Resguardo Fiscal, un campo de aterrizaje y aproximadamente seis casas. Sabalito era un pequeño pueblo en vías de desarrollo. No se recibían noticias ni por radio ni escritas; entrevista a Jorge Solano, en 1989

Entre los primeros colonizadores que se establecieron en Sabalito durante la década de 1940 se encuentran Benjamín Chavarría e hijos, Jesús Mondragón, Víctor Pineda, Manuel Sáenz, Víctor Muñoz, Luis Valverde, Marciano Barrantes, Gonzalo Barrantes, Moisés Barrantes, Manuel Herrera, Ramón Castro, Alberto Madrigal, Gonzalo Acuña, entre otros.
En aquellos años, las condiciones de vida y trabajo eran sumamente difíciles. Los primeros pobladores enfrentaron numerosos desafíos, incluyendo enfermedades, condiciones naturales adversas y la ausencia de vías de comunicación adecuadas. La situación comenzó a mejorar a partir de 1949, cuando el cantón de Coto Brus se consolidó como una zona productora de café, lo que impulsó el desarrollo económico y social de la región.
La colonización italiana a partir de 1951, representó un elemento importante en la conformación del cantón. La inmigración italiana constituye según Weiszman, “Un ejemplo típico de la colonización agrícola dirigida”, la cual se asemeja en muchos puntos a otros casos de colonización en América Latina. La colonización de San Vito y la de otras regiones latinoamericanas se produjo después de la Segunda Guerra Mundial, al darse el fenómeno migratorio orientado hacia el desarrollo agropecuario, caracterizado por la creación de nuevas comunidades cuyo eje fue la explotación de granjas familiares. Vito Sansoneti fue el fundador de la compañía colonizadora y estuvo a cargo de negociaciones con las autoridades costarricenses. Su hermano el abogado Ugo Sansonetti, vivió en San Vito desempeñándose como dirigente y agente de la compañía en la región.
La sociedad Italiana de Colonización Agrícola (SICA), contó con un capital inicial de $800 000 que posteriormente sé entregó mediante la venta de acciones y diferentes préstamos de origen italiano, costarricense y norteamericano. El gobierno de Costa Rica, ante la iniciativa de la SICA, ofreció 10 000 hectáreas de terreno y, en 1951, fue firmado el contrato. La SICA, en esta oportunidad, se comprometió a instalar 250 familias, de las cuales 20 % serían costarricenses. El periodo de 1952 a1964 se caracterizó por el asentamiento y consolidación de la colonia. Los problemas que debieron enfrentar los colonos fueron muchos (El Golfiteño; 15 de noviembre de 1965, p. 1). Sin embargo, de 1964 en adelante la producción de café hizo que el panorama comenzar a cambiar favorablemente. El contrato suscrito en 1951 entre el gobierno de Costa Rica y la SICA, fue un motor que estimuló la llegada de los colonos italianos, lo mismo que de costarricenses provenientes de varias regiones del país atraídos por las posibilidades que ofrecía la zona.
Coto Brus procede de los cantones de Buenos Aires, y de Golfito. Su creación como cantón data del día viernes 10 de diciembre de 1965 por decreto N.º 3598; es el octavo cantón de la provincia de Puntarenas. Hacia los años de 1960, el programa de colonización mostraba sus frutos. Los pobladores de la colonia contaban con viviendas apropiadas, los cafetos habían alcanzado un buen nivel de producción y existían otros cultivos principalmente de productos de subsistencia. También tenían un centro urbano que prestaba servicios públicos y atención social. Propiamente en San Vito, foco inicial de colonización, la población pasa de 45 habitantes en 1952 a 10 710 en 1982, lo que se traduce en una tasa de crecimiento anual de 710 %; en tanto que para el cantón de Coto Brus fue de 91 % para esos mismos años, pasando el número de habitantes de 1000 a 28 346. En la parte sudeste de Coto Brus se encuentra una población de origen indígena perteneciente al grupo étnico Ngäbe y que constituye el 3 % de la población de la región.

## Ubicación
Al norte limita con el cantón de Buenos Aires y el cantón de Talamanca, al este con la República de Panamá; al sur y oeste con Corredores y Golfito. Coto Brus está a 1 hora de la zona turística panameña de Volcán-Bambito, provincia de Chiriquí y a 2 horas de Golfito, punto de entrada al parque nacional Corcovado y a la Península de Osa.

## Geografía
Cantón de Coto Brus cuenta con un área de 944,24 km² y una altitud media de 859 m s. n. m.
Coto Brus que está localizado en las faldas de la Cordillera de Talamanca, posee estribaciones conformadas por pequeños valles y altiplanicies, por lo que las carreteras que conducen a él presentan irregularidades causadas por los dificultades topográficas. El clima que se da es frío seco, lo cual ayuda a mantener los terrenos cubiertos de verde durante todo el año y a un satisfactorio desarrollo agrícola, destacándose el cultivo del café. 
La anchura máxima es de 45 km (kilómetros), en la dirección noroeste a sureste, desde la naciente del río Turubo, a unos 2300 m (metros) al oeste de la cima del cerro del mismo nombre, hasta la confluencia del río Caño Seco con la quebrada Campo Dos y Medio.

### Áreas protegidas
En este cantón se encuentras las áreas protegidas de: 
- Parque internacional La Amistad
- Reserva biológica del Bicentenario de la República-Pájaro Campana
- Zona protectora Las Tablas

## División administrativa
El cantón de Coto Brus se divide en los siguientes distritos:
- San Vito
- Sabalito
- Aguabuena
- Limoncito
- Pittier
- Gutiérrez Braun

## Demografía
Para el año 2022, Cantón de Coto Brus cuenta con una población estimada de 46 351 habitantes, y para el último censo efectuado, en 2011, Cantón de Coto Brus contaba con una población de 38 453 habitantes.
De acuerdo al censo nacional del 2011, la población del cantón era de 38 453 habitantes, de los cuales el 4,9 % nació en el extranjero. El mismo censo destaca que había 10 936 viviendas ocupadas, de las cuales el 46,5 % se encontraba en buen estado, y había problemas de hacinamiento en el 5,1 % de las viviendas. El 23,0 % de sus habitantes vivían en áreas urbanas. Entre otros datos, el nivel de alfabetismo del cantón es del 94,7 %, con una escolaridad promedio de 6,3 años. Para acceder al cantón, se sigue la Carretera Interamericana Sur. En el punto conocido como Paso Real hay un desvío cruzando el Río Grande de Térraba hacia la ruta 237 que lleva a San Vito.

## Cultura

### Arquitectura
La construcción en el cantón de Coto Brus ha estado sujeta a las condiciones climáticas y a la disponibilidad de los materiales. En un inicio, la madera y en un período más reciente bloques de concreto. Para las primeras casas de habitación de San Vito, los colonos italianos optaron por la tipología tradicional utilizada en las explotaciones bananeras de las zonas “Sur Baja” y la “Atlántica” de Costa Rica. Las cuales como se mencionaron anteriormente proponen grandes cubiertas, con una pendiente superior al 30 %, aleros hasta de 1.75 m (metros), montadas en basamentos que variaban entre 1.5 m hasta los 3 m.
Luego, en la segunda parte de la colonización (o sea, la consolidación, de 1970 en adelante), se muestra un interés por las construcciones mixtas de paredes de madera y concreto, en las partes superior e inferior respectivamente, llamadas popularmente “de zócalo”. Más tarde, el alto costo de la madera, provocó que el bloque de concreto se convirtiera en el material de construcción más utilizado en el cantón. Pero perdiendo en parte, la adecuada respuesta utilizada anteriormente por parte de los primeros colonos. Debido a que disminuyeron los aleros y las pendientes de los techos, así como las amplias ventanas de batiente utilizadas anteriormente, para controlar las altas y bajas temperaturas.

## Economía
El cantón de Coto Brus, se caracteriza por la presencia de actividades agropecuarias; no obstante, a diferencia de los otros cantones de la región del Pacífico Sur, no estuvo exclusivamente ligado al enclave bananero, dada la existencia del cultivo del café, explotaciones ganaderas y productos de subsistencia. Los principales cultivos son: café, caña de azúcar, maíz, plátanos y frijoles. También se ha desarrollado la ganadería. Las condiciones climáticas de Coto Brus son idóneas para el cultivo del café, lo que ha implicado que ahí sea del más alto nivel por área con respecto al resto del país. Además de los elementos naturales aptos para este cultivo, existe otro factor muy importante en lo que a la producción se refiere y se relaciona En otras actividades económicas el sector industrial, se circunscribe principalmente a la existencia de talleres que elaboran materias primas para consumo local a excepción de los aserraderos y beneficios de café y a pequeñas artesanías. 
El censo nacional de 2011 detalla que la población económicamente activa se distribuye de la siguiente manera:       
- Sector primario: 41,9 %
- Sector secundario: 8,9 %
- Sector terciario: 49,2 %

### Turismo
El turismo aún es incipiente en la zona debido al poco interés de la empresa privada,  así como la gubernamental. Esto por el mal estado de las redes viales de acceso a la zona y que no cuenta con una infraestructura capaz de cubrir las necesidades turísticas (como, por ejemplo, alimentación y alojamiento); a pesar del alto potencial turístico ecológico de la región. Sin embargo, posee un aeropuerto para aviones pequeños, aunque no existe servicio continuo a la zona; pero podría darse en el momento en que se iniciara actividades turísticas.
Desde la cabecera principal del cantón San Vito es posible desplazarse a los distintos atractivos naturales que se encuentran dentro de Reservas o Parques con fines de protección y conservación de la flora y fauna. Algunos de estos sitios son:
- Reserva Forestal las Tablas.
- Jardín botánico Wilson
- El parque internacional La Amistad
- Reserva indígena La Casona